# Мосхофор
Мосхофор ( грец . μοσχοφόρος «носій телят») — давньогрецька статуя архаїчного періоду, також відома англійською як «Теленосець ». Її фрагменти розкопали в Персершутті в Афінському акрополі в 1864 році. Статуя створена приблизно у 560 р. до н.е. і, за оцінками, спочатку була висотою 1,65 метра (5,4 футів). Зараз вона знаходиться в Музеї Акрополя в Атенах, Греція.

## Стан
Статуя в поганому стані і в деяких місцях розбита. Відсутні  ноги нижче колін з обох боків, а також відбиті руки. Від усієї скульптури відокремилися статеві органи та ліве стегно. Нижня половина обличчя (зона підборіддя) відкололась. Ножка з цоколем з'єднується з постаментом. Теля добре збереглося, проте очі Мосхофора відсутні. Решта скульптури в чудовому стані. 

## Історія
Скульптуру знайшли в Атенському Акрополі в 1864 році. У 1887 році було виявлено постамент. Вона зроблена з водопроникного вапняку, а її постамент прикріплений до правої ноги скульптури. 
Напис на ньому стверджує, що хтось на ім’я Ромбос (можливими варіантами є Комбос або Бомбос, так як початок назви відсутній)  присвятив цю статую  Афіні, богині мудрості. Це говорить про те, що цей меценат був дуже забезпеченим і видатним громадянином Аттики, який запропонував власну подобу Афіні. У нього на плечах звисає теля, що символізує жертвопринесення, яке він збирається принести богині. 

## Форма і актуальність
Ліва нога Мосхофора стоїть більш попереду, як і в інших куросів . У нього доволі густа борода, що є символом зрілості. Він має на собі тонкий плащ. Нагота скульптури є головним аспектом мистецтва, оскільки вона дотримується мистецьких умов епохи. Плащ, з іншого боку, зображує Мосхофора як поважного і визнаного громадянина. 
Ця архаїчна скульптура успішно поєднує зображення людини і тварини. Ніжки теляти тримаються міцно, створюючи виразну Х-подібну композицію. Ця взаємодія між телям і його носієм  демонструє міцний і нерозривний зв’язок між ними. Чоловік, зображений на скульптурі, посміхається; це називається архаїчною усмішкою, яка з'явилась у 6 столітті до нашої ери.
Набагато частіше зустрічаються статуї Кріофора, на яких зображено людину з вівцею на плечах у подібному стилі.

## Стиль
Мосховор має кучеряве волосся, що чітко обводить його лоб. На груди спадають три коси з кожного боку. Кучері на верхівці голови перев'язані вузькою стрічкою. Його густа борода вигинається навколо поголеної ділянки біля губ. Очі великі і зроблені з кольорового каміння. Хоч і зараз вони відсутні, але раніше це надавало статуї більш живої чарівностіості.  Рот Мосхофора дуже старанно й обережно вирізьблений і окреслений.
За формою й стилем, архаїчна скульптура типова у своїй композиції для періоду початку VI століття до нашої ери, приблизно 570 року до нашої ери. 

## Інтерпретація
Головна ідея полягає у зв'язку людини з твариною і вона ясно зображена. Схрещені ноги теляти з руками Мосхофора створюють образ єдності між ними. Форми прості, наприклад, кругле обличчя, очі та рот, що створені лиш звичайними дугами. Борода постає символом зрілого чоловіка; структура тіла добре побудована і вказує на силу та міць. Його рот і очі мають круглу форму; це створює враження, що перед нами позитивна людина. Особливо якщо вона усміхається. 

## Дивіться також
- Кріофор — «бараноносець»
- Ефеб Кріотіса
- Курос